# Mwenga setosa
Mwenga setosa is een hooiwagen uit de familie Assamiidae.